# Moniochy
Moniochy (prononciation : [mɔˈɲɔxɨ]) est un village polonais de la gmina de Głowaczów dans le powiat de Kozienice de la voïvodie de Mazovie dans le centre-est de la Pologne.
Il se situe à environ 4 kilomètres au nord de Głowaczów (siège de la gmina), 19 kilomètres au nord-ouest de Kozienice (siège du powiat) et à 67 kilomètres au sud de Varsovie (capitale de la Pologne).

## Histoire
De 1975 à 1998, le village appartenait administrativement à la voïvodie de Radom.